# Dynamic Man
Dynamic Man, il cui vero nome è Curt Cowan, è un personaggio dei fumetti creato da Daniel Peters (disegni), pubblicato dalla Timely Comics (poi divenuta Marvel Comics). La sua prima apparizione è in Mystic Comics (prima serie) n. 1 (marzo 1940).

## Storia editoriale
Dynamic Man è apparso in 4 numeri di Mystic Comics (prima serie) n. 1 (marzo 1940), n. 2 (aprile 1940), n. 3 (giugno 1940), n. 4 (agosto 1940), realizzati da Daniel Peters (disegni).

## Biografia del personaggio
In realtà non si tratta di un uomo ma di un androide creato dal professor Goettler, morto per l'emozione proprio dopo avergli dato la vita con una scarica elettrica da un milione di volt.
Dotato di una forza straordinaria, ha anche poteri che gli consentono di vedere attraverso i muri, mutare sembianze e creare intorno a sé un campo magnetico, grazie al quale può per esempio volare o bloccare le pallottole prima che lo colpiscano. La sua missione è di contribuire al progresso della civiltà per rendere possibile l'avvento del mondo di domani. Per far questo, sotto il falso nome di Curt Cowan, riesce ad entrare nell'FBI, venendosi quindi a trovare nella posizione di combattere il crimine in una doppia veste: sia come agente federale sia, in segreto, come Dynamic Man.
La sua prima missione lo vede impegnato al fianco di poveri agricoltori che si trovano in difficoltà a causa di un periodo di terribile siccità. Dynamic Man scopre che in realtà la mancanza di pioggia è causata dal funzionamento di una dinamo posizionata sulle colline. Dopo essere stati facilmente sconfitti, gli uomini che facevano funzionare il marchingegno confessano che il loro mandante è un banchiere milionario di nome King Bascom, che mira in questo modo a costringere gli agricoltori a vendergli le loro terre. Quando Dynamic Man giunge alla residenza di Bascom, però, viene paralizzato con del "lantholium" liquido e gettato nella stanza dell'azoto liquido, che dovrebbe annullare la sua carica elettrica.
All'improvviso un liquido congelante inizia ad inondare la stanza e il soffitto comincia ad abbassarsi. Dynamic Man, comunque, riesce a sfruttare la propria forza per aprire un varco nel tetto e volare via, lanciandosi all'inseguimento di Bascom, che sta avendo un incontro segreto con un agente del governo riconiano. Dopo un violento scontro, riesce ad arrestare sia l'agente sia Bascom, che aveva provato a fuggire a bordo del suo aereo.
Dynamic Man si trova ad affrontare il Dottor Vee, il criminale The Hood e, l'ultimo in cui compare, un gruppo di rapinatori che vogliono derubare la Banca d'Inghilterra.

### Twelve
Dynamic Man combatte anche contro i Nazisti ed è fra i dodici che vengono catturati mentre stanno penetrando in una base nemica e sono posti in animazione sospesa.
Durante una battaglia contro i Nazisti il 25 aprile 1945 (giorno dell'incontro sul fiume Elba fra americani e russi), il Reporter Fantasma scrive:
Dynamic Man assume un atteggiamento estremamente omofobico anche verso l'appariscente Blue Blade. Mostra inoltre di avere un lato razzista quando cattura un uomo di colore pensando che stia rapinando una donna bianca, per poi scoprire che si tratta in realtà del marito e che il ladro è ormai fuggito. In una breve intervista, Dynamic Man definisce J. Edgar Hoover un "macho" (alludendo al fatto che notoriamente a Hoover piace vestirsi da donna). Col tempo diventa sempre più freddo e ambizioso, sottolineando in continuazione il suo status di "uomo del futuro". La sua omofobia cresce al punto da arrivare a minacciare un suo fan gay.

## Poteri e abilità
Essendo un androide è impermeabile a quasi tutto, con l'unica eccezione di una sostanza chiamata lantholum. Può volare e possiede forza straordinaria, intelligenza sovrumana, vista a raggi X e la capacità di cambiare aspetto. Può anche usare campi magnetici per respingere i proiettili e strappare le armi dalle mani dei criminali.